# Congregazione di Nostra Signora della Carità
La Congregazione di Nostra Signora della Carità (in francese Congrégation Notre-Dame de la Charité) è un istituto religioso femminile di diritto pontificio.

## Storia
La congregazione fu fondata da Marguerite Morin e Marie du Boscq, entrambe convertite al cattolicesimo dal protestantesimo. Marguerite Morin aveva lavorato nel "rifugio" istituito a Caen da Giovanni Eudes e aveva trascorso un periodo nell'abbazia di Valognes, poi si era unita a Marie du Boscq per dirigere l'ospedale dei poveri di Caen: ritiratesi a Bayeux, il 25 giugno 1652 vi fondarono una comunità per l'educazione delle fanciulle abbandonate sotto la regola di sant'Agostino.
La comunità ottenne lettere patenti reali nel 1653 e l'approvazione di papa Alessandro VII nel 1661.
Presso la comunità nel 1829 si formò alla vita religiosa Henriette Le Forestier d'Osseville, fondatrice della Congregazione di Nostra Signora della Fedeltà. Su richiesta dei Missionari di Francia, nel 1831 le religiose iniziarono anche l'attività dei ritiri.

## Attività e diffusione
Le suore si dedicano all'educazione cristiana di orfane e fanciulle.
La sede generalizia è a Bayeux.
Alla fine del 2015 l'istituto contava 3 religiose e una sola casa.